# Distribución gamma

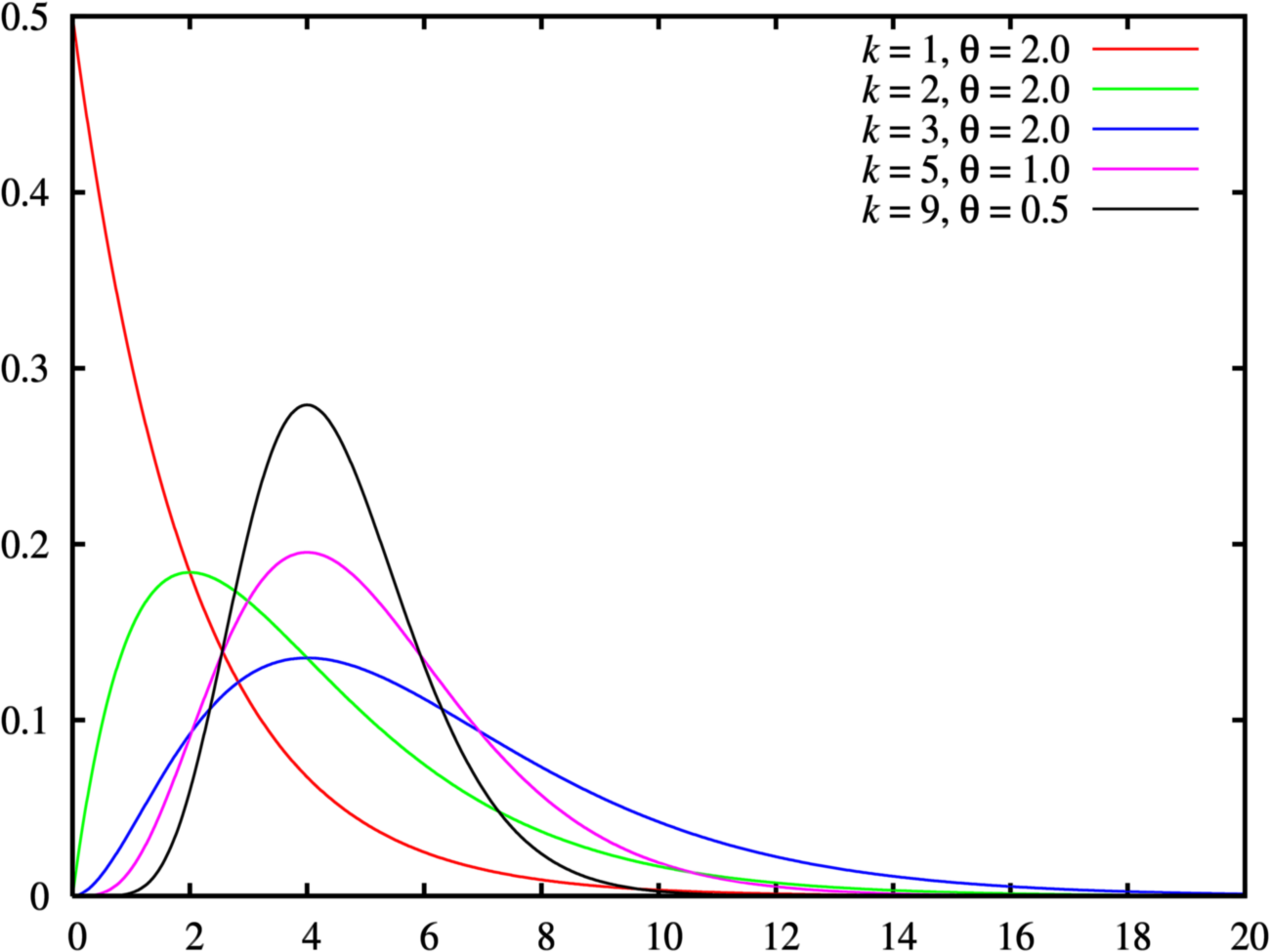
Función de Densidad de una Gamma.

En teoría de probabilidad y Estadística, la distribución gamma es una distribución con dos parámetros que pertenece a las distribuciones de probabilidad continuas. La distribución exponencial, distribución de Erlang y la distribución χ² son casos particulares de la distribución gamma. Hay dos diferentes parametrizaciones que suelen usarse 
1. Con parámetro de forma {\displaystyle k} y parámetro de escala {\displaystyle \theta }.
2. Con parámetro de forma {\displaystyle \alpha =k} y parámetro inverso de escala {\displaystyle \lambda =1/\theta }.

## Definición

### Notación
Si una variable aleatoria continua {\displaystyle X} tiene distribución gamma con parámetros {\displaystyle \alpha >0} y {\displaystyle \lambda >0} entonces escribiremos {\displaystyle X\sim \Gamma (\alpha ,\lambda )}.

### Función de Densidad
Si {\displaystyle X\sim \Gamma (\alpha ,\lambda )} entonces su función de densidad es
{\displaystyle f_{X}(x)={\frac {\lambda }{\Gamma (\alpha )}}(\lambda x)^{\alpha -1}e^{-\lambda x}}
para {\displaystyle x>0} donde 
{\displaystyle \Gamma (\alpha )=\int _{0}^{\infty }t^{\alpha -1}e^{-t}dt}
es la función gamma y satisface
1. {\displaystyle \Gamma (2)=\Gamma (1)=1}
2. Para cualquier {\displaystyle \alpha >0} se cumple que {\displaystyle \Gamma (\alpha +1)=\alpha \Gamma (\alpha )}
3. Si {\displaystyle n\in \mathbb {Z} ^{+}} entonces {\displaystyle \Gamma (n+1)=n!}
4. {\displaystyle \Gamma \left({\frac {1}{2}}\right)={\sqrt {\pi }}}
5. Si {\displaystyle n\in \mathbb {Z} ^{+}} entonces {\displaystyle \Gamma \left({\frac {n}{2}}\right)={\frac {{\sqrt {\pi }}(n-1)!}{2^{n-1}\left({\frac {n-1}{2}}\right)!}}}

### Función de Distribución Acumulada
La función de distribución acumulada de una variable aleatoria {\displaystyle X\sim \Gamma (\alpha ,\lambda )} está dada por
{\displaystyle F_{X}(x)=\int _{0}^{x}{\frac {\lambda }{\Gamma (\alpha )}}(\lambda y)^{\alpha -1}e^{-\lambda y}\;dy}
Si {\displaystyle X} es una variable aleatoria tal que {\displaystyle X\sim \Gamma (n,\lambda )} donde {\displaystyle n\in \mathbb {Z} ^{+}} (es decir, {\displaystyle X} tiene una distribución de Erlang) entonces su función de distribución acumulada está dada por
{\displaystyle {\begin{aligned}F_{X}(x)&=1-\sum _{k=0}^{n-1}{\frac {(\lambda x)^{k}}{k!}}e^{-\lambda x}\\&=\sum _{k=n}^{\infty }{\frac {(\lambda x)^{k}}{k!}}e^{-\lambda x}\end{aligned}}}

## Propiedades
Si {\displaystyle X} es una variable aleatoria tal que {\displaystyle X\sim \Gamma (\alpha ,\lambda )} entonces {\displaystyle X} satisface algunas propiedades.

### Media
La media de la variable aleatoria {\displaystyle X} es:
{\displaystyle {\text{E}}[X]=\alpha /\lambda }

### Varianza
La varianza de la variable aleatoria {\displaystyle X} es
{\displaystyle {\text{Var}}[X]={\frac {\alpha }{\lambda ^{2}}}}

### Momentos
El {\displaystyle n}-ésimo momento de la variable aleatoria {\displaystyle X} es
{\displaystyle \operatorname {E} [X^{n}]={\frac {\alpha (\alpha +1)\cdots (\alpha +n-1)}{\lambda ^{n}}}}
para {\displaystyle n\in \mathbb {N} }.

### Función generadora de momentos
La función generadora de momentos está dada por
{\displaystyle M_{X}(t)=\left({\frac {\lambda }{\lambda -t}}\right)^{\alpha }}
para {\displaystyle \lambda >t}.

### Suma de Gammas
Si {\displaystyle X_{i}\sim \Gamma (\alpha _{i},\lambda )} para {\displaystyle i=1,2,\dots ,n} son variables aleatorias independientes entonces
{\displaystyle \sum _{i=1}^{n}X_{i}\sim \Gamma \left(\sum _{i=1}^{n}\alpha _{i},\lambda \right)}

### Escalar
Si {\displaystyle X\sim \Gamma (\alpha ,\lambda )} entonces para cualquier {\displaystyle c>0}
{\displaystyle cX\sim \Gamma \left(\alpha ,\lambda /c\right)}

### Media Logarítmica
Puede demostrarse que
{\displaystyle \operatorname {E} [\ln(X)]=\psi (\alpha )-\ln(\lambda )}
donde {\displaystyle \psi } es la función digamma.

## Cálculo de Probabilidades en R
Se puede utilizar R (lenguaje de programación) para hallar los valores de la función de densidad {\displaystyle f(x)} y la función de distribución {\displaystyle F(x)} de una variable aleatoria continua {\displaystyle X\sim \Gamma (\alpha ,\lambda )}.

### Función de densidad
Para {\displaystyle x>0}, la función de densidad de la distribución Gamma está dada por
{\displaystyle f_{X}(x)={\frac {\lambda }{\Gamma (\alpha )}}(\lambda x)^{\alpha -1}e^{-\lambda x}}

entonces para evaluar la función de densidad {\displaystyle f_{X}(x)} utilizamos el siguiente código
```
# d=density function

dgamma
(
x
,
α
,
λ
)

```

### Función de Distribución
La función de distribución acumulada de la distribución Gamma está dada por
{\displaystyle F_{X}(x)=\int _{0}^{x}{\frac {\lambda }{\Gamma (\alpha )}}(\lambda y)^{\alpha -1}e^{-\lambda y}\;dy}
para {\displaystyle x>0}, se puede utilizar el siguiente código para evaluar al función de distribución acumulada {\displaystyle F_{X}(x)}
```
# p=probability distribution function

pgamma
(
x
,
α
,
λ
)

```

## Distribuciones Relacionadas
- Si {\displaystyle X_{1},X_{2},\dots ,X_{n}} son variables aleatorias independientes e idénticamente distribuidas tales que {\displaystyle X_{i}\sim {\text{Exp}}(\lambda )} entonces {\displaystyle \sum \limits _{i=1}^{n}X_{i}\sim \Gamma \left(n,\lambda \right)}, a esta distribución se le conoce como distribución de Erlang y es un caso particular de la distribución gama cuando el parámetro {\displaystyle \alpha =n\in \mathbb {N} }.

- Si {\displaystyle X\sim \Gamma \left(1,\lambda \right)} entonces {\displaystyle X\sim {\text{Exp}}(\lambda )}.
- Si {\displaystyle X\sim \Gamma \left({\frac {n}{2}},{\frac {1}{2}}\right)} con {\displaystyle n\in \mathbb {N} } entonces {\displaystyle X\sim \chi _{n}^{2}}.